# Inbox by Gmail
Inbox by Gmail（前稱：Google Inbox），是一個於Android、iOS、Google Chrome、Firefox、Safari等作業系統/瀏覽器上運行的一個電子郵件程式。於2015年Google I/O後，Inbox已開放給所有用戶，不需要邀請也可使用，但用戶仍可邀請其他人使用。此程式剛開始時需由「邀請」開始啟用，並非全面開放給所有用戶，用戶要透過邀請才能使用，邀請只能向Google申請或由已有邀請權限的用戶邀請才可使用，收到邀請的用戶必須在Android/iOS版本上首次登入才能於網頁版上使用，當用戶登入時，Google會掃描用戶於Gmail上的郵件作整合，然後再分類顯示，Inbox比Gmail有一個新的功能就是能夠新增提醒(Reminder)。
Google多次重申，Inbox並不是要取代Gmail，用戶可以繼續使用Gmail收發郵件，但稱使用Inbox會達致最佳效果。此外，此程式已經加入Android 5.0 Lollipop的Material design。
隨著2018年4月Google推出新的Gmail，其中包含了许多与Inbox相同的功能，於是Google決定于2019年3月停止Inbox服务。